# Peristeria elata
Peristeria elata är en orkidéart som beskrevs av William Jackson Hooker. Peristeria elata ingår i släktet Peristeria och familjen orkidéer. Inga underarter finns listade i Catalogue of Life.

## Bildgalleri

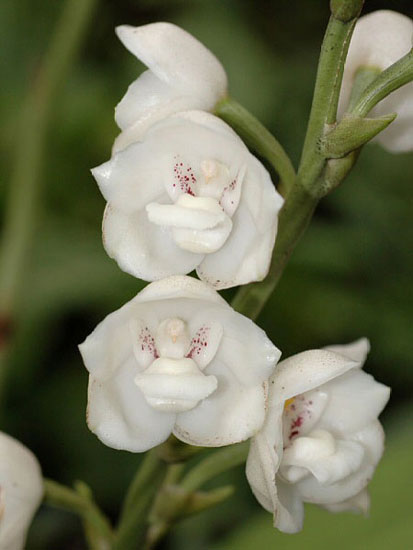
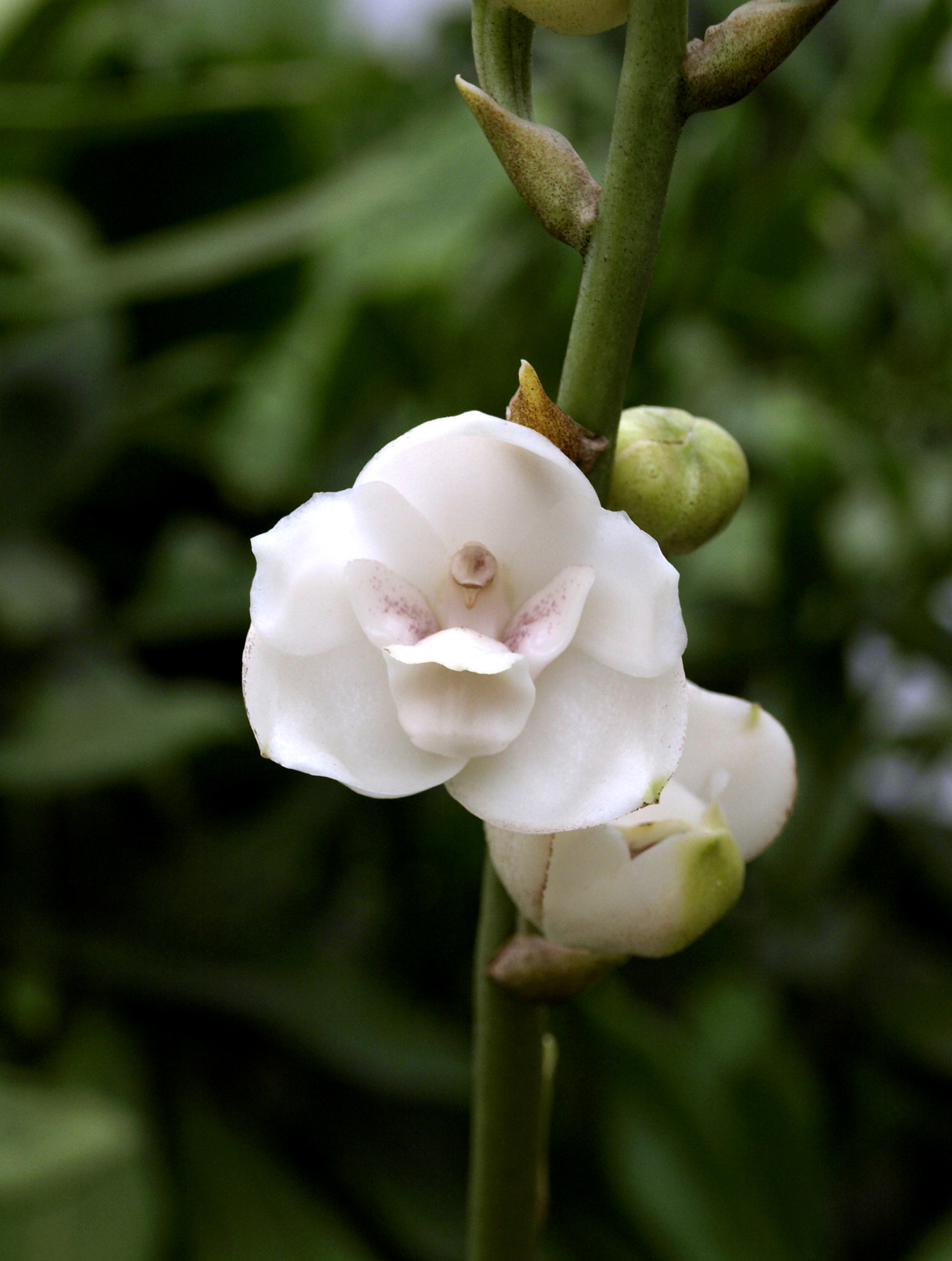
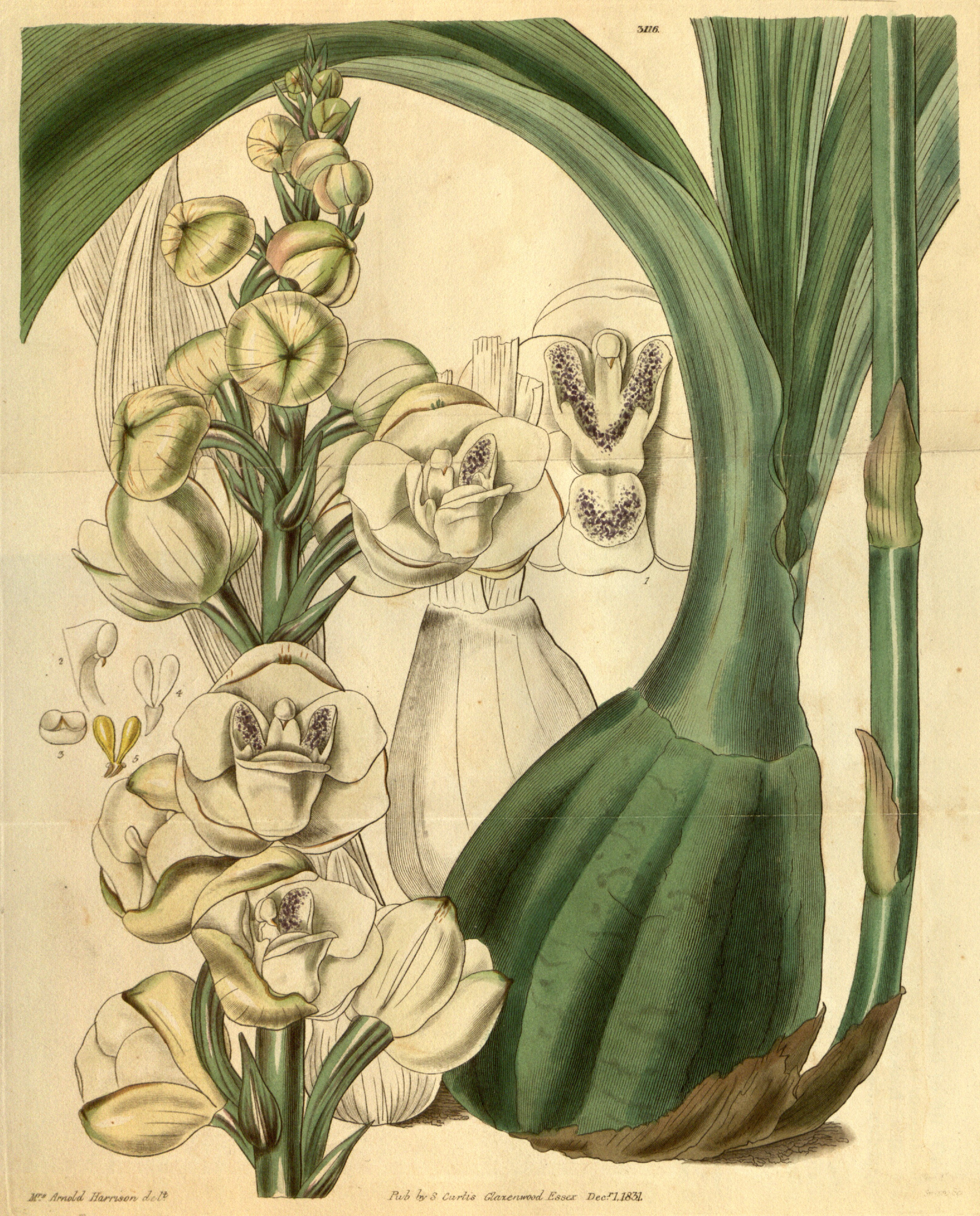
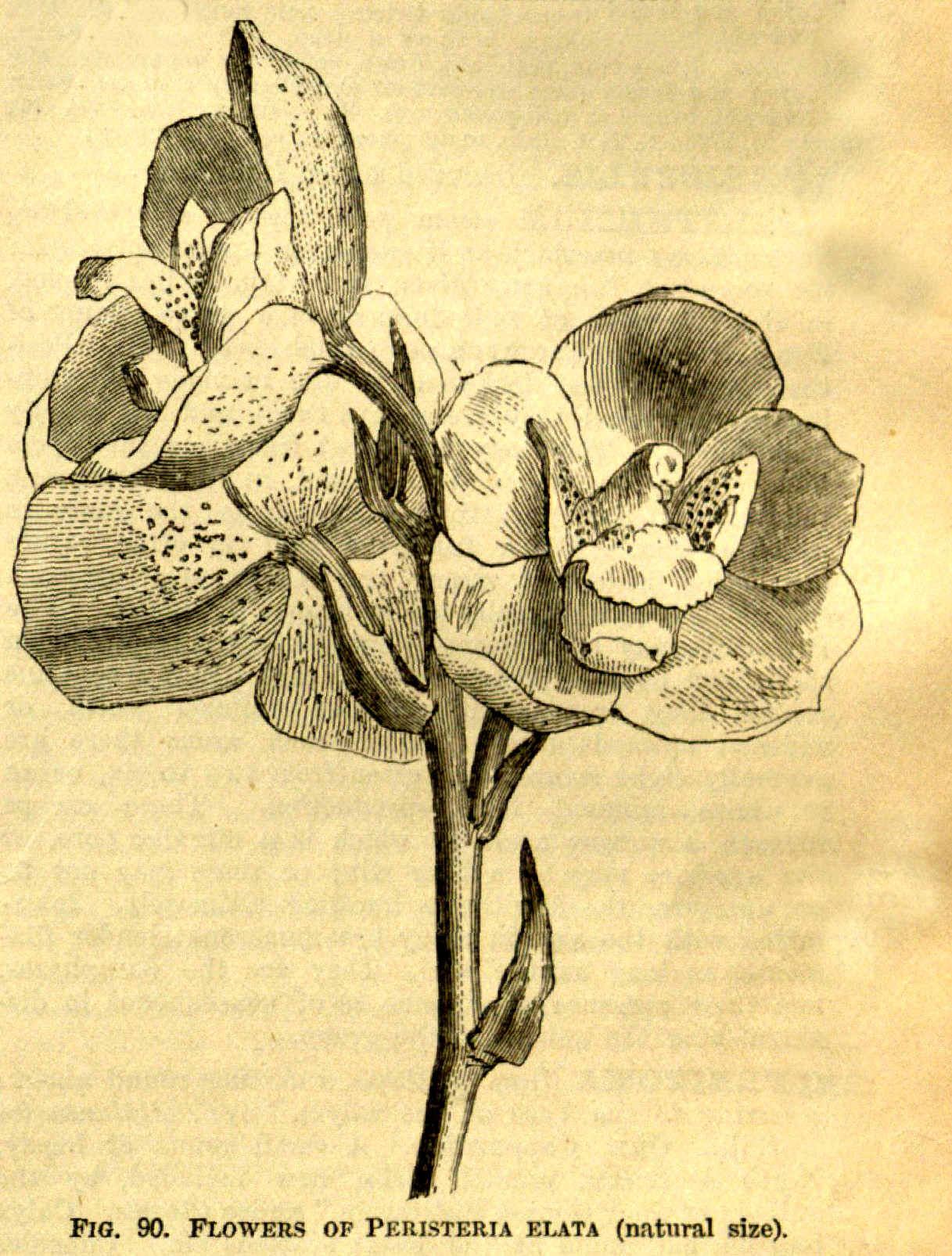
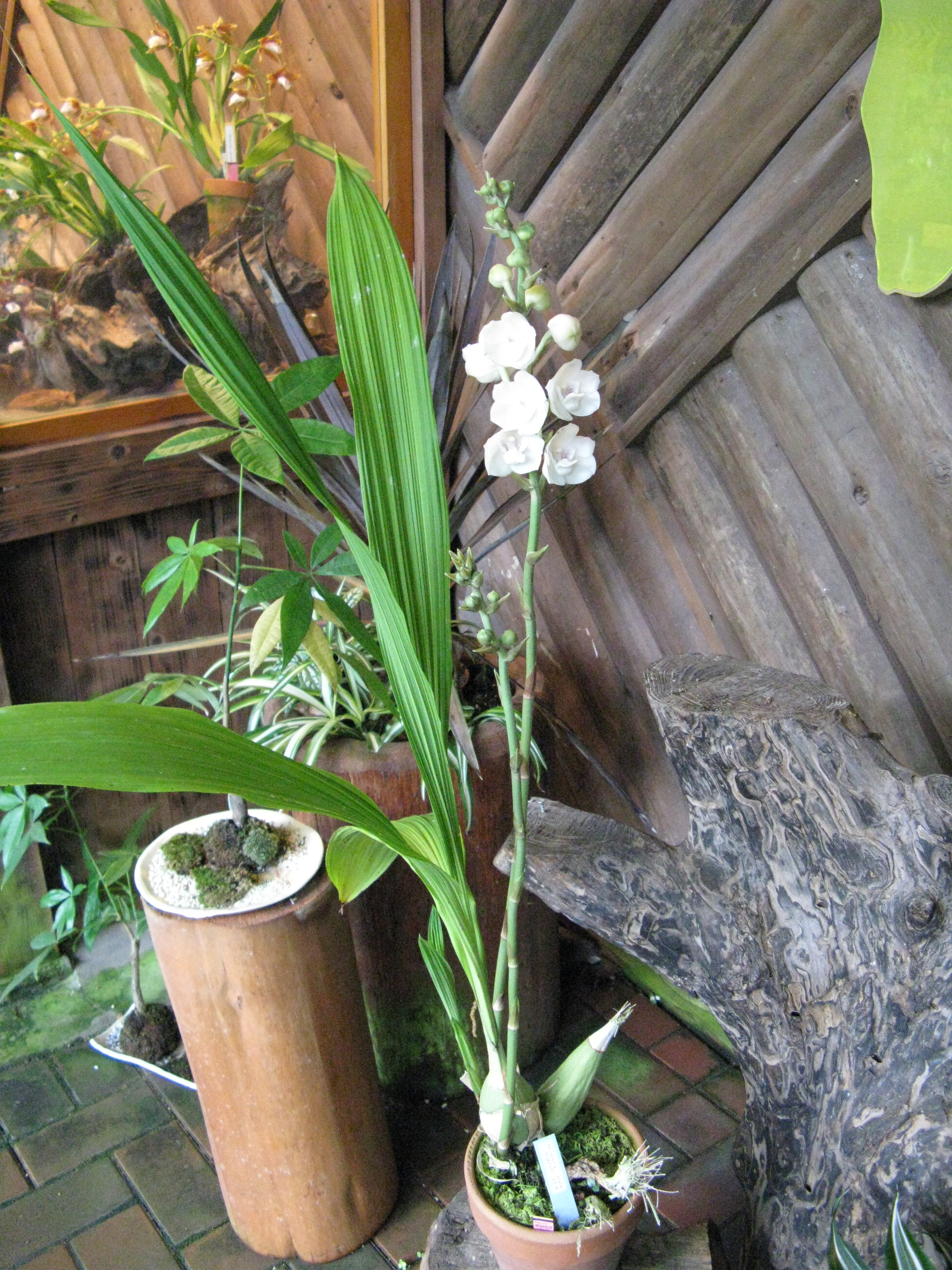
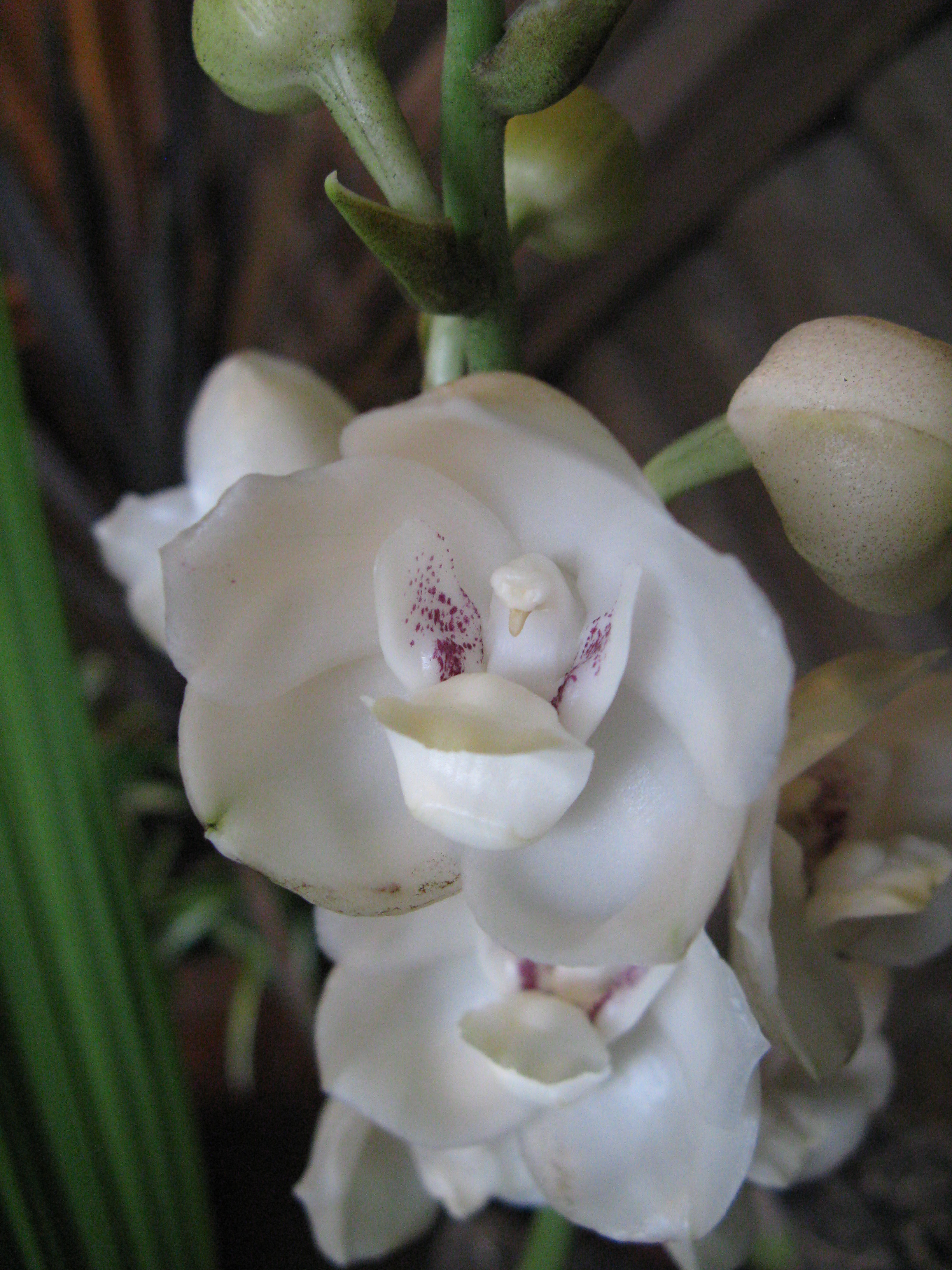